# Tillandsia coalcomanensis
Tillandsia coalcomanensis là một loài thực vật có hoa trong họ Bromeliaceae. Loài này được Ehlers mô tả khoa học đầu tiên năm 2008.